# Броден, Йоаким
Йо́аким Броде́н (швед. Joakim Brodén; родился 5 октября 1980, Фалун, Швеция) — шведско-чешский музыкант, вокалист, басист, ритм-гитарист, клавишник, фронтмен, автор текстов песен и музыки шведской хэви-пауэр-метал-группы Sabaton. Выступал сессионным вокалистом с такими группами, как Van Canto, Desert и Raubtier, сессионным клавишником с группой Stormwind.

## Биография
Родился 5 октября 1980 года в шведском городке Фалун. Отец Бродена Ульф Олоф Броден из Швеции, а его мать Анна из Чехии. У него двойное гражданство. Йоаким сказал, что стал металлистом, когда ему было три или четыре года из-за музыкального клипа для Twisted Sister «We Not Gonna Take It».
Йоаким женат с 2015 года.
Владеет шведским и английским языками. На них, в основном, и исполняет песни Sabaton как вокалист.

### Sabaton

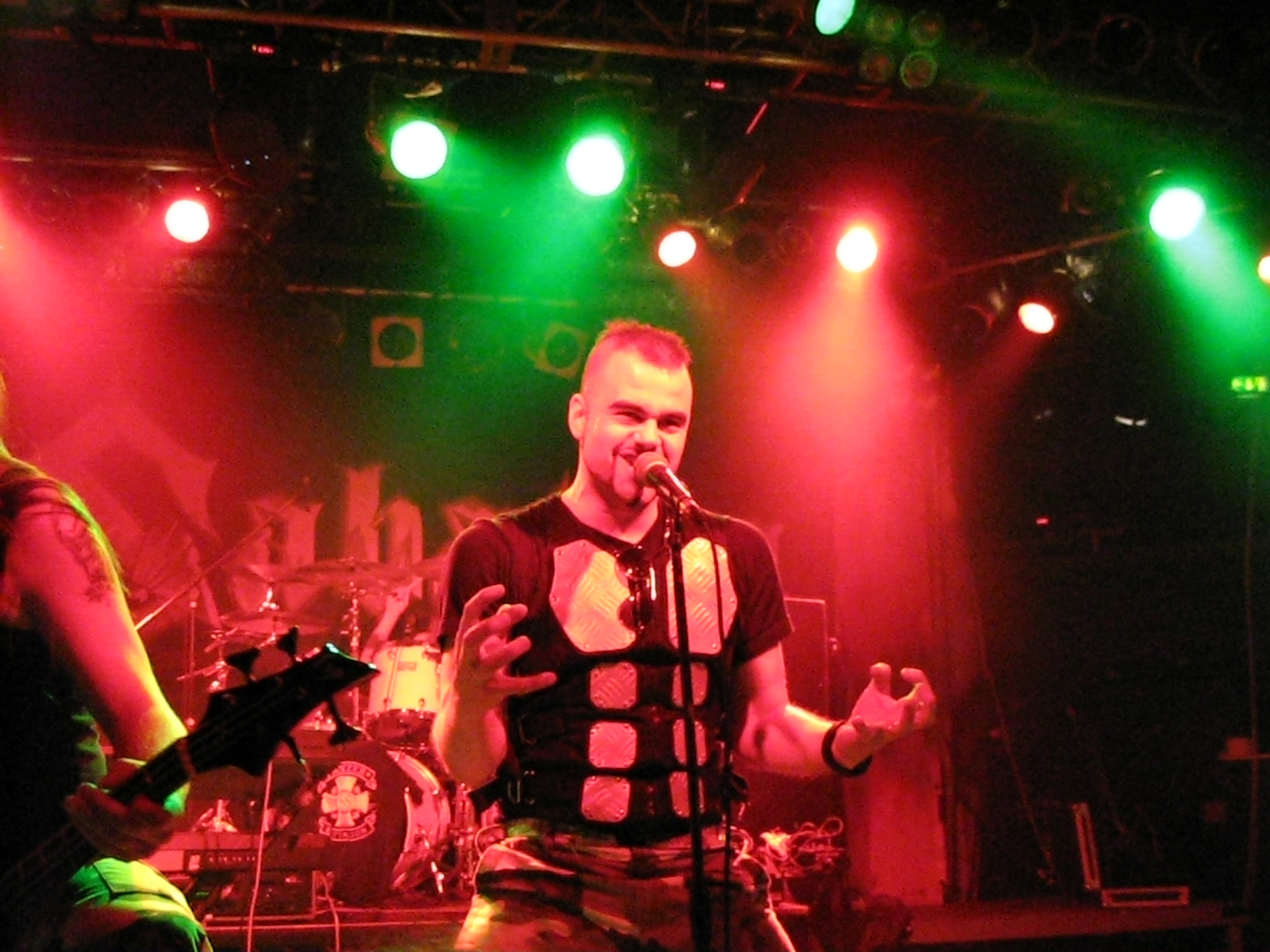
Йоаким в 2007 году

В 19-летнем возрасте присоединился к группе Sabaton, когда участники группы Aeon начали реформироваться и готовиться к предстоящей первой записи в Moon Music Studio. Члены-основатели Aeon объединили свои силы с Оскаром Монтелиусом и Йоакимом Броденом в течение года, который видел несколько смен состава, и парни решили начать новую жизнь и изменили название группы на Sabaton. По сей день исполняет основные вокальные партии, иногда играет на клавишных.
В период с 1999 года по 2005-й, до выхода альбома Primo Victoria, помимо вокала играл на клавишных. Также после записи альбома Carolus Rex и ухода клавишника Дэниеля Мюра в 2012 году, во время исполнения песни The Hammer Has Fallen на концертах, Броден играет на синтезаторе. Во время одного из концертов 2011 года, на исполнении песни 40:1, он играет на бас-гитаре, а в одном из эпизодов Blu-ray Swedish Empire Live он играет на басу во время репетиций и исполнений некоторых песен. Также на некоторых концертах он исполняет партии ритм-гитары, например при исполнении песни Resist and Bite или на одном из концертов он играл на гитаре в песне 40:1. Склонен к эпатажу, между песнями активно общается с публикой, создавая непринужденную атмосферу, употребляет алкогольные напитки на сцене.
Также известно, что в 2003 году Йоаким играл на клавишных в группе Stormwind.

### Van Canto
В 2011 году немецкой пауэр-метал-группе Van Canto понадобилась помощь Йоакима для записи альбома Break the Silence, а именно, для кавера на песню Primo Victoria. Помимо записи песни, Броден участвовал в съёмках клипа на эту песню.

### Desert
Помимо этого, в 2011 году, для записи песни Lament for Soldier's Glory из альбома Star of Delusive Hopes Йоаким был приглашён в израильскую эпик-метал-группу Desert. Так же он участвовал в их концертном туре в роли второго вокалиста, совместно с основным вокалистом этой группы, Алексеем Раймаром.

### Raubtier
Во время тура Swedish Empire Броден выступал на нескольких концертах в Швеции с индастриал-метал-группой Raubtier, которая в свою очередь выступала на разогреве у Sabaton.

### Pain
Также, принимал участие в записи песни Call Me из альбома Coming Home группы Pain как второй вокалист, исполняя второй куплет, и в качестве бэк-вокалиста в третьем куплете и припевах.

## Инструменты

### Гитары:
- Gibson SG Standart Ebony — электрогитара производства фирмы Gibson, замечена на одном концерте в Швеции в 2012 году, во время исполнения песни The Book of Heavy Metal[4].
- LTD EC — при исполнении песни Resist and Bite
- Fender Stratocaster — на Wacken Open Air 2015 при исполнении песни Resist and Bite.[5]

### Бас-гитары
- LTD B-104 — бас-гитара производства фирмы LTD в камуфляжном раскрасе, использовалась в 2011 году во время исполнения некоторых песен на туре World War.[6]
- ESP Forest B — бас-гитара производства фирмы ESP в камуфляжном раскрасе, основная бас-гитара Пэра Сундстрёма, использовалась в 2012—2013 годах во время исполнения некоторых песен на туре Swedish Empire[7].

### Клавишные
- Roland RD-700 NX — синтезатор производства фирмы Roland, использовался в 2012 году во время исполнения песни The Hammer Has Fallen.[8]

## Дискография
В составе Sabaton
- 2000 — Fist for Fight
- 2005 — Primo Victoria
- 2006 — Attero Dominatus
- 2007 — Metalizer
- 2008 — The Art of War
- 2010 — Coat of Arms

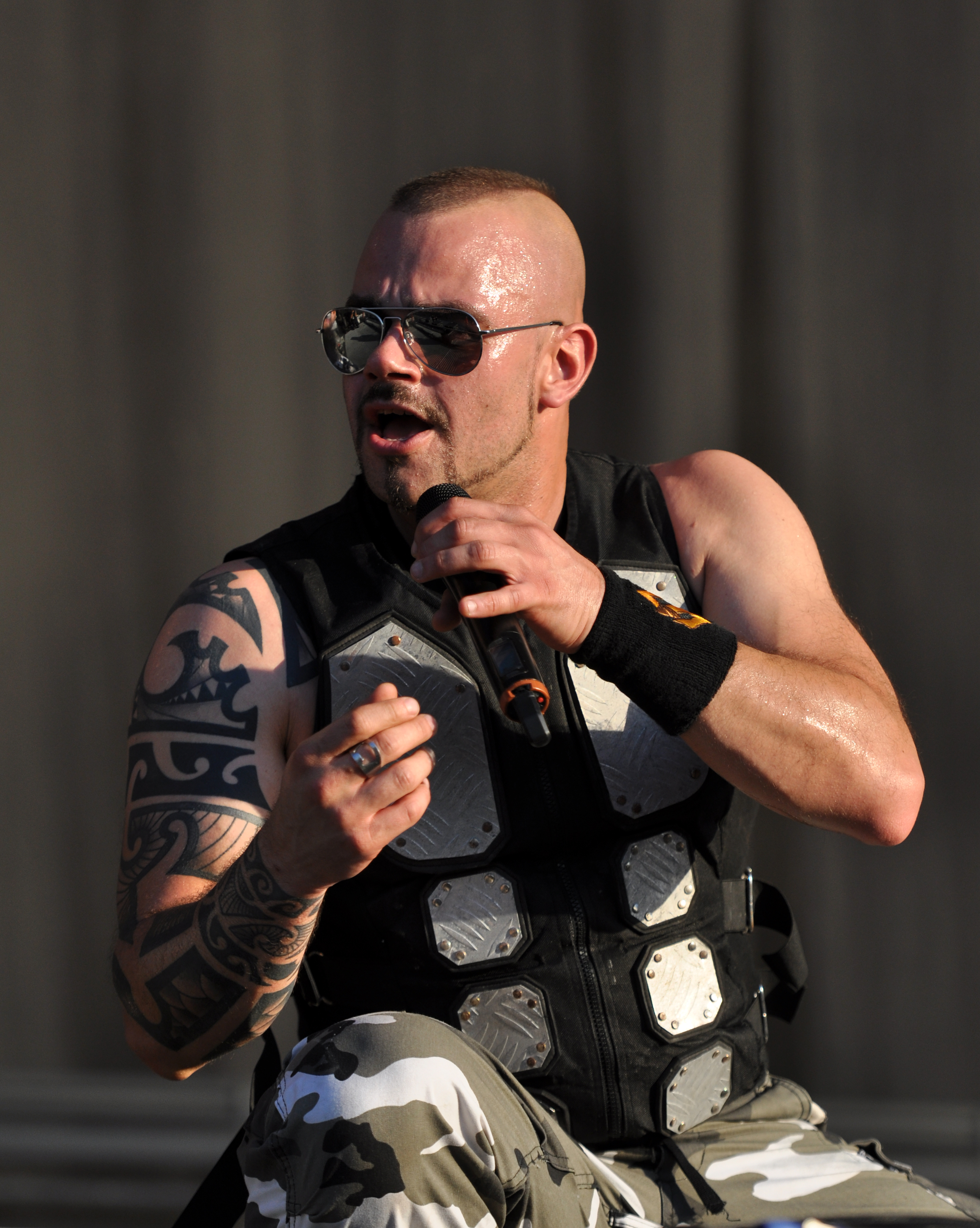
Йоаким Броден в 2013 году на Wacken Open Air

- 2011 — World War Live: Battle of the Baltic Sea
- 2012 — Carolus Rex
- 2013 — Swedish Empire Live
- 2014 — Heroes
- 2016 — The Last Stand
- 2019 — The Great War
- 2022 — The War to End All Wars

В сотрудничестве с Van Canto
- 2011 — Break the Silence

В сотрудничестве с Desert
- 2010 — Lament for Soldier’s Glory

#### В сотрудничестве сPain
- 2016 — Call Me

## Пинбол
В 2016 и 2017 годах Броден принял участие в шведском национальном чемпионате по пинболу, заняв 167-е место в первый раз и 255-е во второй раз.